# Izabella Scorupco
Izabella Dorota Skorupko (født 4. juni 1970) er en polsk-svensk skuespillerinde. Hun har for eksempel medvirket i Bond-filmen GoldenEye fra 1995, hvor hun spillede rollen som Natalya Simonova. Andre filmroller tæller for eksempel Vertical Limit (2000), Dragejægerne (2002) og Solstorm (2007).

## Udvalgt filmografi
- Ingen kan älska som vi (1988)
- Bert (tv-serie, 1994)
- GoldenEye (1995)
- Med ild og sværd (1999)
- Dykkeren (2000)
- Vertical Limit (2000)
- Dragejægerne (2002)
- Eksorcisten: Begyndelsen (2004)
- Cougar Club (2007)
- Solstorm (2007)
- '"Micke & Veronica (2014)
- Sleepwalker (2017)
- Hidden - Den førstefødte (tv-serie, 2019)
- Barracuda Queens (tv-serie, 2023)